# یازدهم
یازدهم (انگلیسی: Eleventh) فاصله‌ای در موسیقی کلاسیک است که از ترکیبِ یک اکتاو و یک «فاصلۀ چهارم» به وجود می‌آید. از آنجایی که تنها هفت «درجه» در مقیاس گام دیاتونیک وجود دارد، فاصلۀ یازدهم ترکیبی از درجه چهارم شناخته می‌شود و فاصله‌ای مطبوع است.

## یازدهم درست
فاصلۀ «یازدهم درست» از ترکیب یک «اکتاو» و یک چهارم درست به وجود می‌آید و معکوس آن پنجم درست است. دارای ۱۷ نیم پرده (یک اکتاو و ۵ نیم پرده) است و فاصلۀ آن در اعتدال مساوی از نتِ پایه، ۱۷۰۰ سنت است.

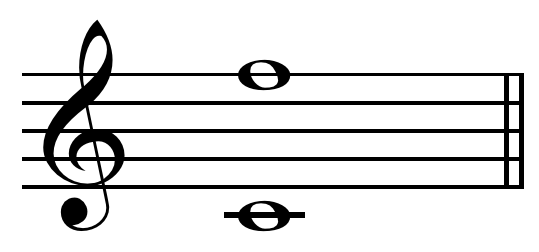
فاصله «یازدهم درست» از نت دو

## یازدهم افزوده

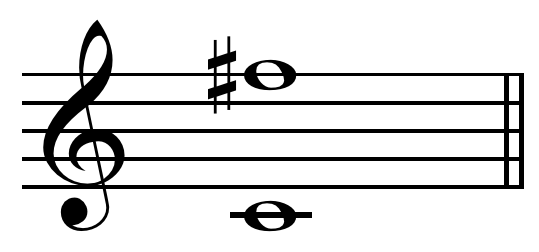
فاصله «یازدهم افزوده» از نت دو

فاصلۀ «یازدهم افزوده» از ترکیبِ یک «اکتاو» و چهارم افزوده به وجود می‌آید و به شدت «نامطبوع» است. این فاصله دارای ۱۸ نیم‌پرده (یک اکتاو و ۶ نیم پرده) است و فاصلۀ آن در اعتدال مساوی از نت پایه، ۱۸۰۰ سنت است.